# Ephedra khurikensis
Ephedra khurikensis (Ефедра курікська) — вид голонасінних рослин класу гнетоподібних.

## Поширення, екологія
Країни проживання: Індія (штат Хімачал-Прадеш). Чагарник, який зростає у відкритому ґрунті й у сухому гравійному ґрунті вище 2800 м. Цвітіння з липня по серпень, розповсюджує насіння з серпня по вересень.

## Використання
Стебла більшості членів цього роду містять алкалоїд ефедрин і відіграють важливу роль у лікуванні астми та багатьох інших уражень дихальної системи.

## Загрози та охорона
Немає нині серйозних загроз. Перебуває в безпосередній близькості від кількох охоронних територій, включаючи англ. Pin Valley National Park.